# Ducato di Racibórz
Il Ducato di Racibórz (in tedesco: Herzogtum Ratibor, in ceco: Ratibořské knížectví) fu uno dei ducati della Slesia. La sua capitale era Racibórz, oggi nella regione polacca della Slesia.

## Storia
Dopo che Dopo che Boleslao I il Lungo e il fratello minore Miecislao I Gambe Storte, spalleggiati dall'imperatore Federico I Barbarossa avevano ricevuto la loro eredità in Slesia nel 1163, il ducato di Racibórz venne costituito nel 1172 come territorio per Miecislao. Era incentrato intorno alle città di Racibórz, Koźle e Cieszyn. La piccola parte di Mieszko fu allargata per la prima volta nel 1177, quando ricevette i territori del ducato di Bytom, di Oświęcim, di Zator, Pszczyna e di Siewierz dallo zio, il duca Casimiro II il Giusto di Polonia.  Nel 1202 Miecislao occupò il ducato di Opole, appartenuto al nipote deceduto Iaroslao, andando a costituire il ducato di Opole e Racibórz.

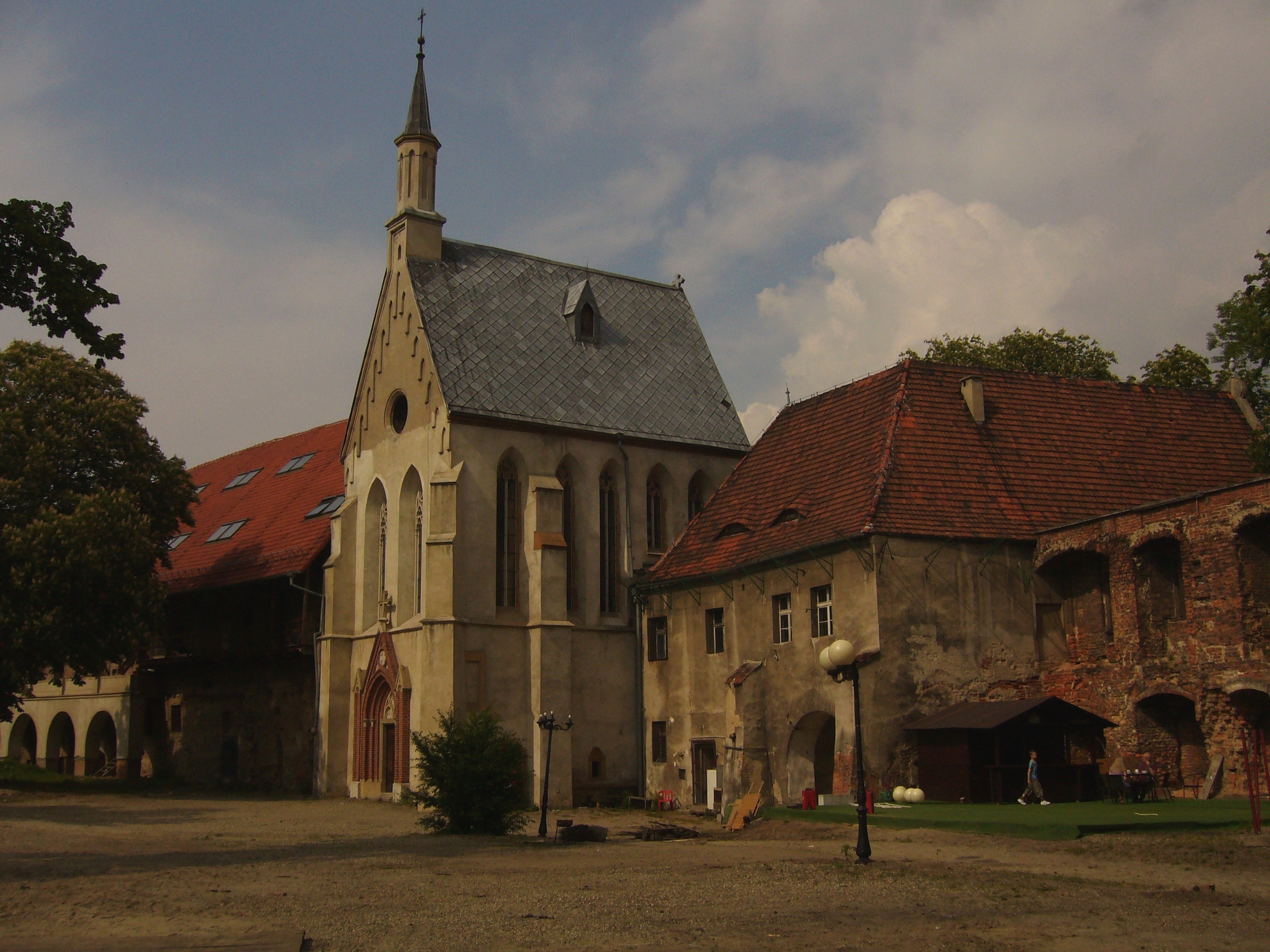
Castello di Racibórz

Dopo la morte del nipote di Mieszko, il duca Ladislao di Opole nel 1281, i suoi figli divisero nuovamente il ducato di Opole e Racibórz e nel 1290 il ducato di Racibórz tornò indipendente, assegnato al figlio minore di Ladislao, Premislao. Racibórz all'epoca comprendeva le terre di Wodzisław, Żory, Rybnik, Mikołów e Pszczyna, mentre alcune parti del territorio furono utilizzate per la creazione del ducato di Teschen e del ducato di Bytom, tenuti dai fratelli di Premislavo.
Nel 1327 il figlio di Premislavo, il duca Leszek, rese omaggio a Giovanni I di Boemia, dopodiché il suo ducato divenne un feudo boemo. Dopo la morte di Leszek senza eredi nel 1336, re Giovanni si impadronì del ducato e lo assegnò al duca Nicola II di Opava della famiglia dei Premislidi, costituendo il ducato unito di Opava e Racibórz. Il ducato subì cambiamenti territoriali fino al 1521, quando fu ancora una volta unito a Opole sotto il duca Giovanni II "il Buono". Opole e Racibórz, alla morte di Giovanni nel 1532, passarono alla Casata degli Asburgo, re boemi dal 1526; il feudo fu ereditato dal margravio Giorgio di Brandeburgo-Ansbach del casato di Hohenzollern, fu poi ceduto per un breve periodo al casato di Vasa (Polonia), per essere poi annesso e incorporato all'interno del Regno di Prussia nel 1742 con il trattato di Breslavia.
Il titolo di "duca di Ratibor" fu acquistato dal langravio Vittorio Amedeo d'Assia-Rotenburg nel 1821. Re Federico Guglielmo IV di Prussia nel 1840 lo concesse al nipote del langravio, il principe Vittorio di Hohenlohe-Schillingsfürst, in cambio della sua rinuncia alla eredità Hohenlohe in favore del fratello minore Clodoveo.

## Duchi

### Piast della Slesia
- Miecislao I Gambe Storte (1172–1211)

Unito ad Opole dal 1202.
- Casimiro I di Opole (1211–1230), figlio, sotto la tutela del duca Enrico I il Barbuto fino al 1238
- Miecislao II il Grasso (1230–1246), figlio
- Ladislao I di Opole (1246–1281), fratello

Separazione da Opole, Cieszyn e Bytom.
- Mieszko I di Teschen (1281–1290), figlio di Ladislao, duca di Cieszyn in 1290, congiuntamente con il fratello
  - Premislao (1281–1306)
- Leszek (1306–1336), figlio di Premislao, morì senza eredi

Ramo estinto, ducato sequestrato come feudo da Giovanni I di Boemia.

### Duchi di Opava della dinastia dei Premislidi
- Nicola II (1337–1365)
- Giovanni I (1365–1378), figlio, anche duca di Krnov dal 1377
- Giovanni II (1378–1424), son
- Nicola V (1424–1437), figlio, congiuntamente con il fratello
  - Venceslao (1424–1456)
- Giovanni III (1456–1493), figlio di Venceslao
- Nicola VI (1493–1506), figlio, congiuntamente con i fratelli
  - Giovanni IV (1493–1506)
  - Valentino (1493–1521)

Ramo estinto, ducato ereditato da Giovanni II "il Buono" di Opole.

### Casato di Hohenlohe-Schillingfürst

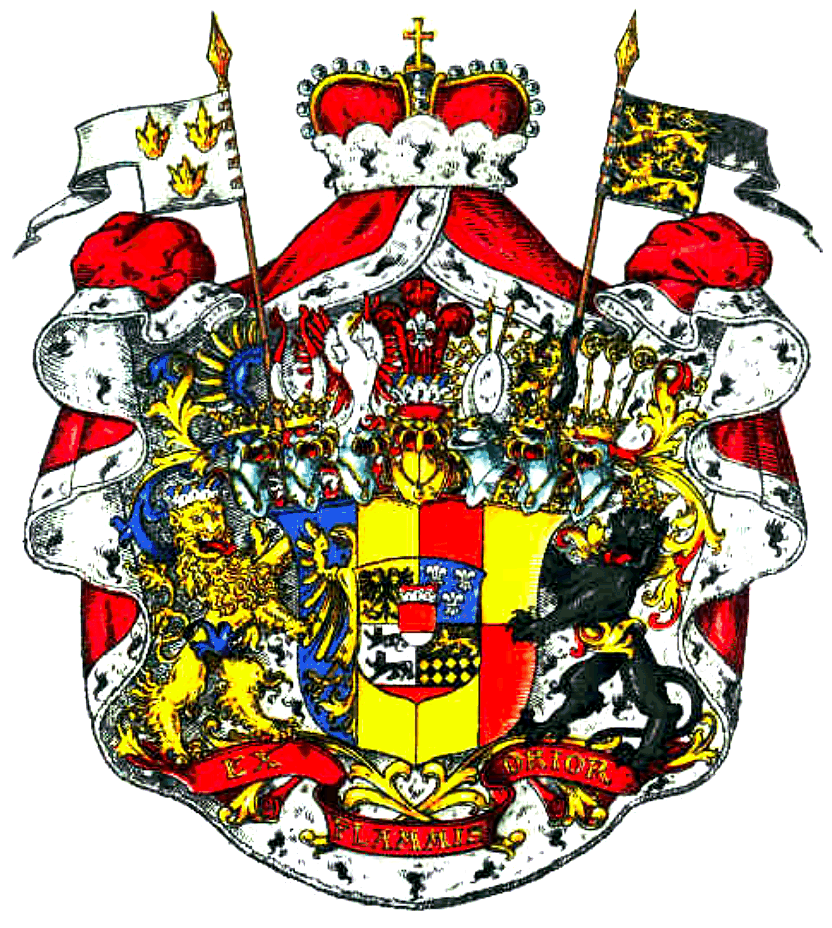
Stemma dei duchi di Ratibor e principi di Corvey

Duchi di Ratibor e principi di Corvey 
- Victor I Moritz Carl (1840–1893)
- Victor II Amadeus (1893–1919)

Capi del casato di Ratibor dopo la prima guerra mondiale
- Victor II Amadeus (1919–1923)
- Victor III August Maria (1923–1945)
- Franz-Albrecht Metternich-Sandor (1945–2009)
- Vittorio IV (dal 2009)